# 1973 a sportban
1973 főbb sporteseményei a következők voltak:

## Események
- február 16. – Pécs városának öt sportegyesületének és sportkörének egyesüléséből megalakul a Pécsi Munkás Sport Club, a PMSC.[1]
- május 28. – Az Indy 500-at lefújják, miután 12 autó összetörik.
- július 26–29. kajak-kenu világbajnokság, Tampere
- Jackie Stewart (Tyrrell Racing) megnyeri harmadik Formula–1-es világbajnoki címét, majd a szezon végén visszavonul.

## Születések
- január 3. – Jaroslav Švach, cseh labdarúgó († 2020)
- január 4. – Roszen Kirilov, bolgár válogatott labdarúgó, edző
- január 14. – Giancarlo Fisichella, olasz autóversenyző, Formula–1-es pilóta
- január 15. – Eszám el-Hadari, egyiptomi válogatott labdarúgó
- január 16. – Szomrak Khamszing, olimpiai bajnok thai amatőr ökölvívó
- január 17. – Cuauhtémoc Blanco, CONCACAF-aranykupa és konföderációs kupa-győztes mexikói válogatott labdarúgó
- február 2. – Darin Young, amerikai dartsjátékos
- február 4. – Oscar De La Hoya, olimpiai bajnok amerikai ökölvívó
- február 6.
  - Vladimir Ivanov, bolgár válogatott labdarúgó, edző
  - Gabriela Potorac, Európa-bajnok, olimpiai és világbajnoki ezüstérmes román tornász, edző
- február 7. – Petter Rönnquist, svéd jégkorongozó
- február 12. – Marques Batista de Abreu, brazil válogatott labdarúgó
- február 22.
  - Kevin Austin, Trinidad és Tobagó-i válogatott labdarúgó, hátvéd († 2018)
  - Juninho Paulista, konföderációs kupa győztes és világbajnok brazil válogatott labdarúgó
  - Sota Arveladze, grúz válogatott labdarúgó, csatár
- február 26. – Ole Gunnar Solskjær, norvég válogatott labdarúgó
- március 5. – Juan Esnáider, argentin válogatott labdarúgó
- március 14. – Predrag Pazsin, bolgár válogatott labdarúgó, edző
- március 15. – Agustín Aranzábal, spanyol válogatott labdarúgó, olimpikon
- március 23. – Radulovics Bojana, olimpiai és világbajnoki ezüstérmes, Európa-bajnoki bronzérmes, EHF-bajnokok ligája- és EHF-Európa-liga-győztes szerb és magyar válogatott kézilabdázó
- április 4. – Lăcrămioara Filip, világbajnoki ezüstérmes román szertornász, edző, valamint aerobik-Európa-bajnok
- április 12. – Christian Panucci, U21-es Európa-bajnok olasz válogatott labdarúgó, olimpikon, edző, szövetségi kapitány
- április 17. – Kenneth Carlsen, dán teniszező
- április 19. – Andrei Krõlov, észt labdarúgó
- április 23. – Peter Aluma, nigériai válogatott kosárlabdázó († 2020)
- április 24. – Szacsin Tendulkar, világbajnok indiai válogatott krikettező
- május 4. – Higa Rikarudo, japán labdarúgó
- május 11. – Jarosław Rodzewicz, olimpiai ezüstérmes lengyel tőrvívó
- május 13. – Sebők Vilmos, magyar válogatott labdarúgó
- május 24. – Éric Carrière, konföderációs kupa győztes francia válogatott labdarúgó
- június 9. – Christian Wück, német labdarúgó, edző
- június 12. – Victor Ikpeba, olimpiai bajnok és afrikai nemzetek kupája-győztes nigériai válogatott labdarúgó
- június 15. – Tore André Flo, norvég válogatott labdarúgó
- június 23. – I Minszong, dél-koreai válogatott labdarúgó, edző
- június 24. – Jere Lehtinen, olimpiai ezüstérmes, világbajnok és Stanley-kupa-győztes finn jégkorongozó
- július 3. – Adrian Aucoin, olimpiai ezüstérmes és világbajnok kanadai válogatott jégkorongozó
- július 16. – Bill Lang, kanadai jégkorongozó
- július 25. – José Marcelo Ferreira, konföderációs kupa győztes brazil válogatott labdarúgó
- július 29. – Marijan Hrisztov, bolgár válogatott labdarúgó, edző
- augusztus 1. – Torsten Lieberknecht, német labdarúgó és edző
- augusztus 2. – Cso Dzsinho, dél-koreai válogatott labdarúgó, középpályás, edző († 2017)
- augusztus 13. – Sándorné Sipos Éva, kétszeres EHF-kupagyőztes magyar kézilabdázó, jobbszélső († 2018)
- augusztus 29. – Thomas Tuchel, német labdarúgó, UEFA-bajnokok ligája- és UEFA-szuperkupa-győztes edző
- szeptember 4. – Paul Shaw, angol labdarúgó, edző
- szeptember 5. – Corneliu Papură, román válogatott labdarúgó, edző
- szeptember 8. – Hamísz el-Ovejrán, Ázsia-kupa-győztes szaúd-arábiai válogatott labdarúgó († 2020)
- szeptember 10. – Eugenia Popa, világbajnoki ezüstérmes román tornász, edző
- szeptember 13. – Kerekes Zsombor, délvidéki születésű magyar válogatott labdarúgó
- szeptember 14. – Pavel Novotný, Európa-bajnoksági ezüstérmes cseh válogatott labdarúgó
- szeptember 19. – Cristiano da Matta, brazil autóversenyző
- szeptember 25. – Tijjani Babangida, olimpiai bajnok nigériai válogatott labdarúgó
- október 8. – Arszen Avetiszján, örmény válogatott labdarúgó
- október 14. – Fabian O’Neill, uruguayi válogatott labdarúgó, középpályás
- október 15. – Alekszandr Filimonov, orosz válogatott labdarúgó, strandlabdarúgó-világbajnok
- október 16. – Thomas Myhre, norvég válogatott labdarúgó
- október 21. – Ryan Bach, kanadai jégkorongozó
- november 2. – Samir Barač, horvát vízilabdázó
- november 5.
  - Johnny Damon, World Series bajnok amerikai baseballjátékos
  - Gillányi Zsolt, magyar kenus
- november 15. – Muhammadqodir Abdullayev, üzbég ökölvívó
- november 16. – Tung Csao-cse, olimpiai és világbajnoki ezüstérmes kínai tőrvívó
- december 2.
  - Jan Ullrich, német kerékpáros
  - Szeles Mónika, korábbi világranglista-vezető magyar származású jugoszláv, majd amerikai és 2007 tavaszától már magyar állampolgárságú teniszezőnő
- december 3. – Gabriele Magni, olimpiai és Európa-bajnoki bronzérmes olasz tőrvív
- december 5. – Cristina Bontaș, világbajnok, olimpiai és Európa-bajnoki ezüstérmes román tornász, edző
- december 8. – Seres Lajos, sakkozó, nemzetközi nagymester
- december 11. – Preisinger Sándor, magyar labdarúgó
- december 15. – Vang Haj-pin, olimpiai és világbajnoki ezüstérmes kínai tőrvívó, edző
- december 24. – Adam Majewski, lengyel válogatott labdarúgó, edző
- december 26. – Gabriel Vochin, román válogatott labdarúgó

## Halálozások
- ? – Peter Molloy, ír labdarúgó (* 1921)
- ? – Percy Nicklin, kanadai-brit olimpiai bajnok, világbajnoki ezüstérmes és Európa-bajnok jégkorongedző (* 1893)
- január 11. – Erdődy Imre, olimpiai ezüstérmes magyar tornász, testnevelőtanár (* 1889)
- január 23. – Jean Chaland, francia válogatott jégkorongozó, olimpikon (* 1881)
- február 12. – Umberto Zanolini olimpiai bajnok olasz tornász  (* 1887)
- február 19. – Léon Darrien, olimpiai bronzérmes belga tornász (* 1887)
- február 24. – Erich Srbek, világbajnoki ezüstérmes csehszlovák válogatott labdarúgó, edző (* 1908)
- március 12.
  - Marcel Desprets, olimpiai és világbajnok francia párbajtőrvívó (* 1906)
  - Frankie Frisch, World Series bajnok amerikai baseballjátékos, National Baseball Hall of Fame and Museum tag (* 1898)
- március 13. – Frans de Vreng, olimpiai bronzérmes holland kerékpáros (* 1898)
- március 17. – Charlie Delahey, olimpiai bajnok kanadai válogatott jégkorongozó (* 1902)
- március 30. – Yves Giraud-Cabantous, francia autóversenyző, Formula–1-es pilóta (* 1904)
- április 12. – Alphonse Lacroix, olimpiai ezüstérmes amerikai válogatott jégkorongozó (* 1897)
- április 17. – Vic Aldridge, World Series bajnok amerikai baseballjátékos (* 1893)
- május 30. – Jørgen Andersen, olimpiai ezüst- és bronzérmes norvég tornász (* 1886)
- június 2. – Lore Bader, amerikai baseballjátékos (* 1888)
- június 13. – Trofim Fjodorovics Lomakin, szovjet színekben olimpiai, világ- és Európa-bajnok orosz súlyemelő (* 1924)
- július 23. – Eddie Rickenbacker, amerikai autóversenyző, világháborús pilóta, üzletember (* 1890)
- július 29. – Roger Williamson, brit autóversenyző, Formula–1-es pilóta (* 1948)
- augusztus 8.
  - Henrik Nielsen, olimpiai ezüstérmes norvég tornász (* 1896)
  - José Villalonga Llorente, Európa-bajnok spanyol labdarúgóedző (* 1919)
- augusztus 18. – Axel Janse, olimpiai bajnok svéd tornász (* 1888)
- szeptember 13. – Joseph Lekens, belga válogatott jégkorongozó, edző, gyorskorcsolyázó, atléta, olimpikon (* 1911)
- szeptember 20. – Erling Jensen, olimpiai bronzérmes norvég tornász (* 1891)
- szeptember 30. – Reb Russell, World Series bajnok amerikai baseballjátékos (* 1889)
- október 2. – Paavo Nurmi, olimpiai bajnok finn futó (* 1897)
- október 6.
  - Fábián Dezső, olimpiai bajnok magyar válogatott vízilabdázó (* 1918)
  - François Cevert, francia autóversenyző, Formula–1-es pilóta (* 1944)
  - Poul Preben Jørgensen, olimpiai bronzérmes dán tornász (* 1892)
- október 9. – James Fitzpatrick, olimpiai bajnok amerikai válogatott rögbijátékos, jogász (* 1892)
- október 21. – Conrad Carlsrud, norvég olimpiai bajnok és ezüstérmes tornász, gerelyhajító (* 1884)
- november 2. – Greasy Neale, World Series bajnok amerikai baseballjátékos, NFL- és egyetemi bajnok amerikaifutball-játékos, Pro Football Hall of Fame és College Football Hall of Fame-tag (* 1891)
- november 26. – Alfred Ollerup Jørgensen, olimpiai ezüstérmes dán tornász (* 1890)